# زمانی که دزد بودم (فیلم ۱۹۹۶)
زمانی که دزد بودم (به انگلیسی: Once a Thief) یک فیلم محصول سال ۱۹۹۶ بازسازی یک فیلم هنگ کنگی با نام زمانی که دزد بودم (۱۹۹۱) است. هر دو فیلم توسط جان وو کارگردانی شد. این فیلم همچنین به عنوان یک سریال تلویزیونی در سال ۱۹۹۷ نیز ساخته شده‌است.

## بازیگران فیلم
- ساندریان هالت ... لی ان تیسی
- ایوان سرگئی ... مک رمزی
- نیکلاس لی ... ویکتور منسفیلد
- رابرت آیو ... پدرخوانده
- مایکل وونگ ... مایکل تانگ
- آلن اسکارف ... رابرتسون گریوز